# Przerwany lot
Przerwany lot – polski czarno-biały film psychologiczny z 1964 roku na podstawie słuchowiska radiowego Jerzego Janickiego i Andrzeja Mularczyka Prawie tysiąc czwartków. Historia miłości radzieckiego lotnika i polskiej dziewczyny, która ukrywała go przed Niemcami w czasie II wojny światowej.

## Fabuła
Wowa, radziecki pilot samolotu Ił-18 Aerofłotu, przygotowuje się do rejsowego lotu z warszawskiego Okęcie do Moskwy, jednak mgła uniemożliwia odlot. Staszek, członek obsługi naziemnej, zaprasza Wowę na wesele siostry do Trojanowa, w pobliżu którego leżą Korbiele. Okazuje się, że Wowa podczas okupacji niemieckiej ukrywał się przed Niemcami w Korbielach, gdy jako pilot wojskowy wyskoczył na spadochronie z uszkodzonego samolotu. Tam poznał Urszulę – spotkali się dzięki wojnie, ale również wojna ich rozłączyła. Teraz jednak już nie mogą zmienić swych losów, oboje mają już swoje rodziny.

## Obsada
- Aleksandr Bielawski – Wowa
- Elżbieta Czyżewska – Urszula
- Mieczysław Voit – Sokół, mąż Urszuli
- Wanda Jakubińska – babcia
- Jerzy Kaczmarek – Staszek
- Barbara Klimkiewicz – stewardesa
- Józef Kondrat – ojciec
- Helena Dąbrowska – matka
- Bohdan Łazuka – pan młody, szwagier Staszka
- Barbara Rachwalska – Piotrowska
- Jadwiga Kuryluk
- Zygmunt Listkiewicz
- Janusz Paluszkiewicz
- Krystyna Feldman – urzędniczka